# Apostolis Totsikas
Apostolis Totsikas (Αποστόλης Τότσικας) ( Atenas, 10 de enero de 1983 -  ) es un actor griego, conocido por su participación en la serie juvenil Μαζί σου (Con usted) de Mega Channel, entre 2006 y 2007.

## Biografía
Nacido en Atenas, hijo del actor John Totsikas, de Nomos Larisa. A temprana edad, junto con sus padres y hermanos, se trasladó a Volos, donde pasó su infancia y asistió a la escuela.

### Cine
- "Un aliento" / Ein Atem / Un aliento - producción alemana (2016)
- "No creo que dos veces" - independiente americano (2014)
- Short Fuse (2013)
- "Chelsea-Barcelona" - Pantalones cortos (2012)
- "Indigo" (2011)
- "Red Sky / Cielo rojo" (2011)
- "En el jardín" (2009)
- "El mal en la era de los héroes" (2009)
- "Las manos sucias" - Shorts (2008)
- "El vuelo" - Pantalones cortos (2006)
- "Loafing y camuflaje: Sirenas en el Egeo" (2005)
- "Despedida" - Pantalones cortos (2005)
- "El hijo del guardián" (2005)
- "EXIT" - Pantalones cortos (2005)
- "P20" (2004)
- Novias (2004)
- "Mi hermano oso" - de dibujos animados La compilación (2003)

### Televisión
- Brusco (2013 - 2016) y ANT1 ANT1 Chipre
- De vuelta en casa (2011-2013) Canal Mega
- La generación de 592 euros: "Cambio de la norma detenedora (2011) Mega Channel
- Star Wars: El amor fulminante (2010) de la antena
- La llave del paraíso (2008-2009) de la antena
- Criaturas maravillosas (2007-2008) Alpha TV
- Con usted (2006-2007) Mega Channel
- Historias policía Becca: Amfivollies (2006) Alpha TV
- Solo por negligencia (2005) (NET)
- 10º mandamiento: "El término de Saturno", "Dangerous Games", "carretera" (2004) Alpha TV
- Hijos de Niobe (2004) (ET1)
- 504 km al norte de Atenas (2004) Alpha TV